# Brooke Norton-Cuffy
Brooke Norton-Cuffy, né le 12 janvier 2004 à Londres, est un footballeur anglais qui évolue au poste d'arrière droit au Genoa CFC.

## Biographie

### Carrière en club
Formé dans l'académie de Chelsea avant de rejoindre Arsenal à 12 ans, Brooke Norton-Cuffy signe son premier contrat avec le club en janvier 2021,,. Presque une année après, il est prêté au Lincoln City en League One, où il fait ses débuts professionnels le 22 janvier 2022,.
S'imposant rapidement comme titulaire au poste d'arrière ou piston droit,,, il fait partie des révélations du club de Lincoln en cette deuxième partie de saison 2021-22,.
Le 22 août 2022, il est prêté à Rotherham United.

### Carrière en sélection
En juin 2022 Brooke Norton-Cuffy est sélectionné en équipe d'Angleterre pour prendre part à l'Euro des moins de 19 ans en 2022.
Titulaire à droite de la défense lors de la compétition qui a lieu en Slovaquie, il s'y illustre par son apport offensif, atteignant avec les anglais la finale du championnat continental, après avoir battu l'Italie en demi-finale.

## Palmarès
| Angleterre -19 ans - Championnat d'Europe - Vainqueur en 2022 | * Angleterre espoirs - - Vainqueur du championnat d'Europe espoirs en 2025. |